# Frederik Willem van Hohenzollern
Frederik Willem Ferdinand Josef Maria Manuel George Meinrad Fidelis Benedictus Michael Hubert Fürst von Hohenzollern (Umkirch, 3 februari 1924 − Sigmaringen, 16 september 2010) was de oudste zoon van Frederik Victor van Hohenzollern en Margaretha Carola van Saksen. Hij was derhalve een kleinzoon van de laatste Saksische koning Frederik August III. Sinds de dood van zijn vader, in 1965, was hij het hoofd van het huis Hohenzollern-Sigmaringen.
Hij ging in Freiburg im Breisgau naar de lagere school en naar het gymnasium. In 1951 trouwde hij met Margarita zu Leiningen. Frederik Willem gaf tot zijn dood leiding aan de Vennootschap Fürst von Hohenzollern, waarin alle familiebedrijven zijn ondergebracht. De Hohenzollerngroep heeft ongeveer 3500 werknemers.
Als verwant van de laatste koning van Roemenië, Michaël I, werd hij lange tijd gezien als eerstvolgende pretendent op de Roemeense troon, daar de grondwet van het Roemeense koninkrijk alleen mannelijke troonopvolging toestond en Michaël geen zonen heeft. Op 30 december 2007 vaardigde ex-koning Michaël evenwel onverwacht een decreet uit, waarbij hij zijn oudste dochter, Margaretha, aanwees als opvolgster en kroonprinses.
Hij was drager van het Bundesverdienstkreuz (1e klasse) en ereburger van de volgende Beierse gemeenten: Eisenstein, Sigmaringen, Sigmaringendorf en Umkirch. Daarnaast was hij ridder grootkruis en erebaljuw in de Maltezer Orde en rechtsridder grootkruis van de Konstantinorde van Sint-Georg.
Hij trouwde in 1951 met Margarita zu Leiningen (1932-1996), dochter van Karl Fürst zu Leiningen en Maria Kirillovna van Rusland, met wie hij drie kinderen kreeg:
- Karl Friedrich (1952)
- Albrecht Johannes (1954)
- Ferdinand Maria (1960)